# Okeisha Howard
Okeisha Howard (ur. 25 grudnia 1981) – amerykańska koszykarka, reprezentująca w sezonie 2008/2009 barwy AZSu Poznań, rok wcześniej występowała w innym poznańskim klubie MUKSie, gra na pozycji rozgrywającej i mierzy 165 centymetrów. Przed przyjściem do Poznania grała w klubach w Holandii, Szwecji, Szwajcarii oraz w akademickich drużynach w USA. W sezonie 2009-2010 występowała w izraelskiej drużynie Elizur Maccabi Natanya.Wraz ze swoją drużyną zajęła 4 miejsce w lidze.

## Przebieg kariery
- 2000-2003 Old Dominion (NCAA)
- 2004-2005 Lancy-Meyrin (SUI)
- 2005-2006 Norrköping Dolphins (SWE)
- 2006-2007 Matrixx Magixx Nijmegen (NED)
- 2007-2008 MUKS Poznań (POL)
- 2008–2009 AZS Poznań
- 2009-2010 Elizur Maccabi Natanya (IZR)

## Sukcesy
- Mistrzostwo Szwajcarii (2005)